# وقت: السباق ضد الزمن
وقت: السباق ضد الزمن (بالإنجليزية: Waqt: The Race Against Time)‏ هو فيلم كوميدي درامي هندي باللغة الهندية عام 2005 من إخراج وإنتاج فيبول أمروتلال شاه. استنادًا إلى مسرحية غوجاراتية لآتيش كاباديا، يقوم الفيلم ببطولة طاقم مؤلف من أميتاب باتشان، أكشاي كومار، بريانكا شوبرا، شيفالي شيتي شاه، راجبال ياداف وبومان إيراني. تدور أحداث الفيلم حول رحلة إيشوار تشاندرا ثاكور (باتشان)، رجل الأعمال الغني العجوز الذي يتحول بشكل غير متوقع إلى شخص صارم للغاية مع ابنه المدلل أديتيا ثاكور (كومار) لتعليمه دروس الحياة قبل فوات الأوان.
أراد شاه أن يصنع فيلمًا عن علاقة أب وابنه الحقيقية والتي تختلف عن قصص الأب والابن التقليدية في بوليوود. بعد مشاهدة مسرحية كاباديا أعجب شاه بها، فاشترى حقوق تحويلها إلى فيلم. تم إجراء التصوير الرئيسي في 14 مجموعة في استوديو فيلمستان في مومباي وتم تصوير الأغنية في لياه، لاداخ. تم تأليف الموسيقى من قبل أنو مالك وكلمات الأغاني من قبل سمير، باستثناء أغنية واحدة كتبها كاباديا.

## حبكة
إيشوارشاند ثاكور وسوميترا ثاكور زوجان يديران مصنع ألعاب معًا. لديهم ابن يدعى أديتيا ثاكور، وهو مدلل وليس لديه أي اهتمام بالمسؤولية أو الاتجاه في الحياة باستثناء الرغبة في أن يصبح ممثلاً سينمائيًا. توبخ سوميترا إيشوار لأنه دائمًا ما يدلل أديتيا ويهتم به كثيرًا. بعد رفضه الحضور لتقديم عرض زواج، يتدهور الوضع عندما يهرب أديتيا ويتزوج سراً من صديقته بوجا، ابنة ناتو منافس إيشوار دون إخبار والديه.
عندما تصبح بوجا حاملاً، يقرر إيشوار وسوميترا إجبار أديتيا على فهم مسؤولياته في رعاية زوجته وطفله. قاموا بطرد أديتيا وبوجا من منزلهم، وانتقل الزوجان إلى منزل صغير في الحديقة في الجزء الخلفي من المنزل. يجعل إيشوار من الصعب جدًا على أديتيا أن يعيش بمفرده من خلال إزالة فتيل المروحة وعدم السماح له بأخذ الطعام من المنزل. يكره إيشوار أن يكون أديتيا شخصًا أنانيًا ويخشى أن يكون طفله الذي سيولد قريبًا يتيمًا مع شخص مثله كأب. يبدأ أديتيا بعد ذلك في التغير ويعمل بجد ليصبح أبًا وزوجًا متجاوبًا من خلال قبول وظيفة كممثل مخاطرة في الأفلام. ومع ذلك، يبدأ أديتيا أيضًا في كره والده؛ فهما لا يتحدثان مع بعضهما البعض لفترة طويلة، وخلال هذه الفترة أصبح أديتيا على دراية بدوره كأب.
إيشوار، الذي يريد التأكد من أن ابنه آمن ومسؤول، يعاني من سرطان الرئة في مرحلته النهائية. إنه يخشى إخبار أديتيا بالحقيقة حول هذا الأمر، لأنه يعلم أن هذا سيدمره أكثر من أي شيء آخر؛ لذلك، فهو يخفي الأمر ويغطيه في كل مرة من خلال كونه صارمًا وقاسيًا تجاهه. يعهد إيشوار وسوميترا إلى ناتو وزوجته أشالاتا بمراقبة أديتيا، لكن إيشوار ينوي فصله عن بوجا بسبب حملها، وهو ما يخبره ناتو عن طريق الخطأ للزوجين الشابين. يصبح أديتيا رجلاً مسؤولاً ويكتشف مرض والده عندما يحضر أداء أديتيا على المسرح. يصعد أديتيا على المسرح ويطلب من الجمهور أن يصلي من أجل بقاء والده على قيد الحياة حتى ولادة ابنه. يبقى إيشوار على قيد الحياة حتى الولادة؛ ويكون الطفل صبيًا، ويسميه إيشوار على اسمه، ويموت. يستقبل أديتيا الأطفال في مصنع الألعاب الخاص بوالده، ويلعب مع صبي وحيد معاق بحضور أفراد عائلته، بما في ذلك طفله الصغير إيشوار. تلامس روح إيشوار الزهور في شعر سوميترا، مما يذكرها بالأوقات السابقة.

## الممثلون
تم إدراج الممثلين أدناه: 
- أميتاب باتشان بدور إيشوار شاندرا ثاكور، والد أديتيا.
- أكشاي كومار بدور أديتيا "عدي" ثاكور، ابن إيشوار.
- بريانكا شوبرا بدور بوجا سينغ ثاكور، زوجة أديتيا وزوجة ابن إيشوار.
- شيفالي شيتي شاه بدور سوميترا ثاكور، زوجة إيشوار ووالدة أديتيا.
- بومان إيراني بدور ناثام "ناتو" سينغ، والد بوجا
- راجبال ياداف بدور لاكسمان سينغ، الخادم
- أساوار جوشي بدور أشالاتا سينغ، والدة بوجا
- راجيف ميهتا بدور جولي
- هيمانت باندي
- بنيامين جيلاني كمدير
- أنو مالك (حجاب) بدور DJ في أغنية "ميراكسام"

## إنتاج

### التطوير والاختيار
أراد المخرج فيبول أمروتلال شاه أن يصنع فيلمًا عن علاقة الأب والابن والتي ستكون مختلفة عن "قصص الأب والابن القياسية في بوليوود".  أراد شاه استكشاف الفروق الدقيقة في العلاقة والتطرق إلى موضوعات حول علاقة الأب والابن التي تستند إلى الواقع، والتي لم يتم تصويرها بعد في بوليوود.  بعد مشاهدة مسرحية أواجو فاهالا فاري ماليشوالغوجاراتية للمخرج اتيش كاباديا، أعجبت شاه بها واشترى حقوق تحويلها إلى فيلم.   قام كاباديا، الذي شارك شاه في كتابة فيلم الإثارة والجريمة آنخين عام 2002 معه، بتكييف مسرحيته للسينما. 
قال شاه عن موضوع الفيلم: "إنها قصة غير عادية عن أب وابنه. إنها قصة حقيقية للغاية وقابلة للتصديق. أستطيع أن أؤكد لك أن أي ثنائي أب وابنه من أي طبقة اقتصادية سيكون قادرًا على التعاطف مع الأب والابن في فيلمي".  كما قال شاه إن الفيلم "يخرج مباشرة من القلب"، وأنه "يتحدث عن التربية التي يقدمها الأب لطفله. وهذه هي أكبر وظيفة وتحدي في حياة الأب. لذا فإنه يؤدي تلقائيًا إلى الكثير من الصراعات العاطفية داخل الأسرة". 
قال شاه إنه شعر أن عنوان الفيلم يناسب موضوعه تمامًا، قائلاً "يُطلق على فيلم اسم وقت: السباق ضد الزمن لأن هناك هدفًا حدده كل من الأب والابن لتحقيقه، ولهذا لديهم وقت محدود. لذا فهناك حقًا سباق ضد الزمن. إذا لم يحققوا أهدافهم في ذلك الوقت، فستتخذ الحياة منعطفًا كارثيًا للغاية. لكل منهم هدفه الخاص."  تم إنتاج الفيلم بواسطة شاه تحت إشراف شركته الإنتاجية صانعو الأفلام الناجحة وتم تقديمه من قبل شركة إنترتينمنت ون التابعة لمانموهان شيتي وشركة إروس إنترناشيونال التابعة لكيشور لولا وسونيل لولا.   كان هذا أول إنتاج مشترك كبير لشركة إيروس الدولية. 
اختار شاه الشخصيات الستة الرئيسية للفيلم.  في أواخر مايو 2003، قال إنه اختار أميتاب باتشان وأكشاي كومار، وكلاهما قاما ببطولة فيلمه السابق آنخين، لدور الأب والابن، وأنه يأمل في اختيار زوجته شيفالي شاه كواحدة من بطلتي الفيلم.  اختار شاه بريانكا تشوبرا لتلعب دور زوجة كومار بعد رؤية أدائها في فيلمها الأول البطل: قصة حب جاسوس (2003).   إنه الفيلم الرابع والأخير حتى الآن الذي يقوم ببطولته الثنائي الناجح كومار وتشوبرا، اللذين ظهرا معًا في Andaaz (2003)، و Mujhse Shaadi Karogi (2004)، وأيتراز (2004). 
أكمل راجبال ياداف وبومان إيراني طاقم الممثلين.  كان شاه قد خطط لترشيح باتشان للمشاركة في الفيلم مع ابنه الحقيقي أبيشيك باتشان، لكن جدول أعمالهما المزدحم يعني أنهما لم يتمكنا من الالتزام بالفيلم معًا. كان شاه قد اقترب من باتشان بنصين مختلفين وطلب منه اختيار النص الذي يريد القيام به مع ابنه.  اختار باتشان سيناريو فيلم وقت: السباق ضد الزمن، لكن شاه اضطر إلى الانتظار لمدة عام حتى يصبحا متاحين معًا. تخلى شاه عن الفكرة وبدلًا من ذلك اختار كومار للدور.  كما اتصل شاه ببارش راوال للحصول على دور في الفيلم.  تم اختيار شيفالي شاه، التي هي أصغر من كومار، لتلعب دور والدة شخصية كومار وزوجة باتشان الأكبر سناً بكثير.  أراد المخرج اختيار ممثلة لم يسبق لها أن لعبت أمام باتشان من قبل، وأثناء مناقشة المرشحين المحتملين للدور، اقترح باتشان شيفالي، التي اعتقد أنها ستكون مثالية لهذا الدور.   كان شاه متخوفًا من اختيار زوجته، قائلًا: "اعتقدت أن الناس سيقولون إنني أحاول الترويج لزوجتي. لذلك لم أذكر اسمها كمشاركة محتملة مع أميتجي"، لكن باتشان طلب من شاه على الأقل أن يتقدم للاختبار. أو قم بتصويرها للدور قبل اتخاذ القرار.   أجرى المخرج جلسة تصوير مع باتشان وكومار وزوجته، وقال لاحقًا إنهم بدوا وكأنهم عائلة وبعد خمسة عشر يومًا، تم اختيار شيفالي شاه رسميًا للمشاركة في الفيلم.  

## الموسيقى التصويرية
تم تأليف الموسيقى التصويرية لفيلم وقت: السباق ضد الزمن بواسطة أنو مالك وكتب كلمات الأغاني سمير، باستثناء أغنية واحدة كتبها آتيش كاباديا.   يتكون الألبوم من ستة أغانٍ أصلية وموسيقى أصلية. تم غناء الأغنية بواسطة أوديت نارايان، ألكا ياجنيك، عدنان سامي، سونو نيجام، سوديش بوسلي، ماهالاكشمي آير، سونيدهي تشوهان، مالك وكايلاش خير.   تم إصدار الموسيقى التصويرية في فبراير 2005 على شركة التسجيلات تي سيريز. 
وقال شاه إن فريق الإنتاج قرر تضمين أغنية هولي غير عادية بعنوان "افعل لي معروفًا، دعنا نلعب هولي" بصوت معاصر، بدءًا من أغنية شعبية تقليدية وانتهاءً بموسيقى الهيب هوب. وقال شاه: "لذا فهو يظهر بطريقة ما الرحلة من حيث بدأ الهولي وإلى أين وصل اليوم. ولإضفاء شعور مختلف قررنا أن نبدأ بخط إنجليزي.  بعد إصدار الألبوم، أصبحت الأغنية مشهورة على نطاق واسع   وتظل واحدة من أغاني بوليوود هولي الأكثر شعبية.  
قال موقع Bollywood Hungama أن الألبوم "مرضي"، وكتب "إن المقطوعات الافتتاحية لأغنية Waqt جيدة، ولكن الأغاني اللاحقة، بدءًا من أغنية "Chhup Ja" تجعلك متحمسًا للموسيقى. أغنية Holi وأغنية النادي هما الأفضل على الإطلاق، بينما أغنية "Miraksam" ستبقى أيضًا لبضعة أسابيع على الأقل."  أشادت المراجعة بأغنية "Chhup Ja"، ووصفتها بأنها "أغنية حب دقيقة مؤلفة بشكل جميل"، مع أوركسترا رائعة طوال الوقت وغناء ممتاز من قبل نيجام وتشوهان، وأشادت بكلماتها "اللطيفة" لسمير، والتي اعتقد أنها كانت بارزة.  كما لاحظ المراجع أن أغنية "افعل لي معروفًا، دعنا نلعب هولي" تختلف عن "رقم هولي روتيني"، واصفًا إياها بأنها "حفلة ممتعة" لكنه قال إن أجزاء "الراب والريغي" في "ميراكسام" جعلتها تبدو مألوفة.  أشارت إس. ساهايا رانجيت، الكاتبة في صحيفة إنديا توداي، إلى أن الألبوم "يعرض أنو مالك الجديد والمحسن" مع "ألحان جيدة" تم "صنعها بعناية شديدة". كتب رانجيت أيضًا، "إن فيلم "Miraksam" حقق نجاحًا كبيرًا بالفعل - وهو عبارة عن قصة زفاف نموذجية مليئة بالحيوية والذكاء. وفي فيلم "Toot Gaya"، يظهر جانب آخر من صوت كايلاش خير - صوت مؤثر للغاية." 
| #  | عنوان                           | المدة |
| -- | ------------------------------- | ----- |
| 1. | "Subah Hogi"                    | 5:44  |
| 2. | "Apne Jahanke"                  | 6:05  |
| 3. | "Miraksam"                      | 5:35  |
| 4. | "Do Me A Favor Let's Play Holi" | 6:29  |
| 5. | "Toot Gaya"                     | 7:12  |
| 6. | "Tandav Music"                  | 2:24  |
| 7. | "Chhup Ja Chuup Ja"             | 5:56  |

## روابط خارجي
- وقت: السباق ضد الزمن على موقع IMDb (الإنجليزية)
- وقت: السباق ضد الزمن على موقع روتن توميتوز (الإنجليزية)
- وقت: السباق ضد الزمن على موقع نتفليكس (الإنجليزية)
- وقت: السباق ضد الزمن على موقع قاعدة بيانات الأفلام العربية
- وقت: السباق ضد الزمن على موقع Turner Classic Movies (الإنجليزية)
- وقت: السباق ضد الزمن على موقع أول موفي (الإنجليزية)
- وقت: السباق ضد الزمن على موقع بوكس أوفيس موجو (الإنجليزية)
- وقت: السباق ضد الزمن على موقع قاعدة بيانات الفيلم (الإنجليزية)
- وقت: السباق ضد الزمن على موقع ليتربوكسد (الإنجليزية)
- وقت: السباق ضد الزمن على موقع كينوبويسك (الروسية)